# Терскей Ала-Тоо
Терске́й Ала-То́о (кирг. Терскей Ала-Тоо) — гірський хребет, що обмежує Іссик-Кульську котловину з півдня.

## Опис
Хребет Терскей Ала-Тоо розташований в північно-східній частині Киргизстану і замикає з півдня улоговину озера Іссик-Куль. Його гребінь простягнувся, в широтному напрямку, на 375 кілометрів і піднімається у своїй найвищій частині, що знаходиться на південь від міста Каракола (колишній Пржевальськ), на 5281 метрів над рівнем моря (пік Каракольський). Середня висота хребта становить близько 4500 м. Хребет Терскей Ала-Тоо має різноманітний ландшафт. Тут знаходяться червоні піщані скелі, дикий ліс і сніжні піки, які простягнулися над озером Іссик-Куль.
Хребет Терскей Ала-Тоо услід за масивом піку Перемоги і Хан-Тенгрі — другий за величиною центр зледеніння Тянь-Шаню; тут налічується близько 1100 льодовиків загальною площею 1081 км².
Трохи більше половини площі заледеніння Терскея припадає на північні схили, звернені до Іссик-Кулю, де розташовані великі вузли заледеніння в верхів'ях річок Тургень-Аксу, Аксу, Арашан, Каракол, Джети-Огуз і Конурулен.
У горах Терскей Ала-Тоо також розташовані наступні об'єкти: Алтин-Арашан, Барскаун, Джети-Огуз, Каракол.